# Bătălia de la Lacul Peipsi
Bătălia de la lacul Peipsi (în germană: Schlacht auf dem Peipussee; rusă: битва на Чудском озере, bitva na Ciudskom ozere) sau Bătălia de pe Gheață (rusă: Ледовое побоище, Ledovoie poboișce; germană: Schlacht auf dem Eise; estoniană: Jäälahing; letonă: Ledus kauja) a avut loc la 5 aprilie 1242 între forțele novgorodene conduse de Alexandr Nevski și cele teutone cruciate ale episcopului Hermann de Dorpat, pe lacul înghețat Peipsi.
Bătălia a fost o înfrângere importantă a cruciaților catolici din cadrul cruciadelor nordice orientate împotriva statelor păgâne și ortodoxe. Înfrângerea cruciaților în această bătălie a marcat sfârșitul campaniilor din Republica ortodoxă Novgorod și din alte teritorii rusești.

## Cauze
Exploatând slăbiciunea rușilor din cauza invaziilor mongole și suedeze, cavalerii teutoni au atacat Republica Novgorodului, ocupând Pskov, Izborsk și Koporie în toamna anului 1240. Când s-au apropiat de capitala Novgorod, cetățenii locali l-au chemat pe prințul de 20 de ani, Alexandru Nevski, pe care l-au exilat la Pereslavl la începutul acelui an. În timpul campaniei din 1241, Alexandru a reușit să recaptureze de la cruciați Pskov și Koporie.

## Bătălia
În primăvara anului 1242, cavalerii teutoni au înfrânt un detașament din Novgorod la 20 de km sud de fortăreața Dorpat (Tartu). Conduși de prințul-episcop Hermann de Dorpat, cavalerii și trupele auxiliare, recrutați din populația locală estonă, au întâlnit forțele lui Alexandr pe strâmtoarea îngustă, care lega malul nordic cu cel sudic ale lacului Peipus pe 5 aprilie 1242.
Alexandr a intenționat să se lupte în locul ales de el, retrăgându-se într-o încercare de a atrage trupele cruciate încrezătoare pe lacul înghețat.

Livonia medievală

Forțele cruciate erau formate din 4.000 de soldați, cel mai mulți dintre ei fiind estonieni. Rușii au strâns 5.000 de oameni: gărzile de corp ale lui Alexander și fratelui său, Andrei, totalizau 1.000 de oșteni.
În acord cu cronicile ruse contemporane, după ore de lupte corp la corp, Alexandr a ordonat flancurilor din dreapta și stânga de arcași să intre în luptă. Cavalerii în acel timp erau epuizați de lupta continuă de pe suprafața alunecoasă a lacului. Cruciații au pornit în retragere în dezordine pe gheață, și apariția cavaleriei ruse odihnită, i-au obligat să fugă pentru a scăpa cu viață. În cazul în care cavaleri au încercat să se mobilizeze în cealaltă parte a lacului, gheața subțire a început să cedeze sub greutatea armurii lor și mulți cavaleri s-au înecat.
În 1983, istoricul revizionist Ioan I. L. Fennell a lansat ipoteza că lupta nu a fost la fel de importantă și nici la fel de mare, precum a fost uneori portretizată. Fennell a susținut că cei mai mulți dintre cavalerii teutoni au fost angajații în altă zonă a Mării Baltice. De asemenea, a afirmat că numărul de victime (din rândurile cavalerilor teutoni) aparent scăzut, menționat de sursele istorice, este un indicator al magnitudinii mici a bătăliei.
Istoricul rus Alexandr Ujankov, care a citat o serie de autori și surse primare, a sugerat că Fennell a distorsionat imaginea bătăliei prin ignorarea faptelor istorice în mai multe documente. În scopul de a sublinia importanța luptei, el citează două Bule Papale ale papei Grigore al IX-lea, promulgate în 1233 și 1237, care a solicitat o cruciadă pentru a proteja creștinismului în Finlanda împotriva vecinilor săi. Prima bulă menționează în mod explicit Rusia. Regatele Suediei, Danemarcei și Ordinul teutonic au constituit o alianță în iunie 1238, sub auspiciile regelui danez Valdemar al II-lea. Ei au adunat cea mai mare forță de cavalerie din Occident din acel timp. Un alt punct menționat de Ujankov este un tratat în 1243 între Novgorod și Ordinul teutonic, în care cavalerii au abandonat toate pretențiile la teritoriile rusești. Ujankov subliniază, de asemenea, cu privire la scara de luptă, că, pentru fiecare cavaler desfășurat pe teren erau intre 8 și până la 30 de combatanți, scutieri, arcași și servitori.

## În cultura populară

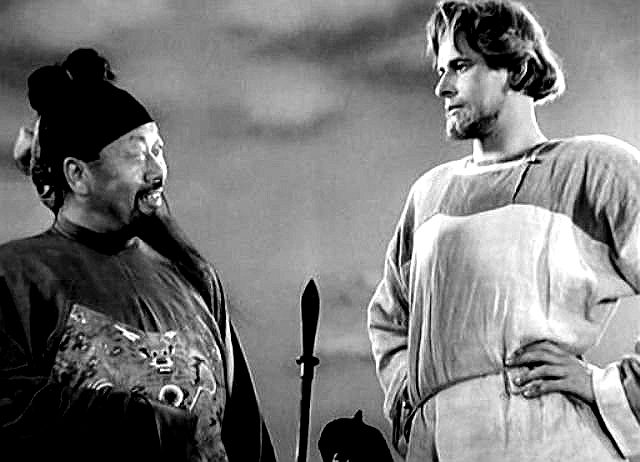
Imagine din filmul Alexander Nevski (1938)

Evenimentul este glorificat în filmul istoric al regizorului Serghei Eisenstein Alexandr Nevski, lansat în 1938. Filmul a fost însoțit de alegorii propagandistice ale cavalerilor teutoni ca germani naziști, fiind creată o imagine modificată a bătăliei față de realitate. Cu  timpul, imaginea lui Alexandr Nevski a devenit un simbol național rus împotriva ocupației germane.
În prezent, în Rusia există Ordinul Alexandr Nevski⁠(en)[traduceți], o medalie oferită celor ce aduc servicii deosebite țării.